# Europese kampioenschappen veldrijden 2004
De Europese kampioenschappen veldrijden 2004 was het tweede EK veldrijden georganiseerd door de Union Européenne de Cyclisme (UEC). De wedstrijden vinden plaats aan het begin van het veldritseizoen in november in de drie categorieën vrouwen elite, mannen beloften (U23) en jongens junioren.
Het kampioenschap bestond uit de volgende categorieën:
| • Vrouwen elite (17 jaar en ouder)  | 0000 1988 en ouder |
|                                     |                    |
| • Mannen beloften (19 t/m 22 jaar)  | 0000 1983 - 1986   |
| • Jongens junioren (17 t/m 18 jaar) | 0000 1987 - 1988   |

## Medailleoverzicht
| Categorie        | Goud              | Goud   | Zilver                | Zilver | Brons               | Brons  |
| Mannen           | Mannen            | Mannen | Mannen                | Mannen | Mannen              | Mannen |
| ---------------- | ----------------- | ------ | --------------------- | ------ | ------------------- | ------ |
| Mannen beloften  | Lars Boom         |        | Niels Albert          |        | Martin Bina         |        |
| Jongens junioren | Julien Taramarcaz |        | Ricardo van der Velde |        | Christoph Pfingsten |        |
| Vrouwen          |                   |        |                       |        |                     |        |
| Vrouwen elite    | Hanka Kupfernagel |        | Maryline Salvetat     |        | Laurence Leboucher  |        |

## Resultaten

### Vrouwen elite
| №      | Naam                 | Land |
| ------ | -------------------- | ---- |
| Goud   | Hanka Kupfernagel    | GER  |
| Zilver | Maryline Salvetat    | FRA  |
| Brons  | Laurence Leboucher   | FRA  |
| 4      | Helen Wyman          | GBR  |
| 5      | Birgit Hollmann      | GER  |
| 6      | Daphny van den Brand | NED  |
| 7      | Victoria Wilkinson   | GBR  |
| 8      | Anja Nobus           | BEL  |
| 9      | Arenda Grimberg      | NED  |
| 10     | Nadia Triquet-Claude | FRA  |

### Mannen beloften
| №      | Naam                  | Land |
| ------ | --------------------- | ---- |
| Goud   | Lars Boom             | NED  |
| Zilver | Niels Albert          | BEL  |
| Brons  | Martin Bina           | CZE  |
| 4      | Kevin Pauwels         | BEL  |
| 5      | Radomír Šimůnek       | CZE  |
| 6      | Lukas Flückiger       | SUI  |
| 7      | Simon Zahner          | SUI  |
| 8      | Romain Villa          | FRA  |
| 9      | Dieter Vanthourenhout | BEL  |
| 10     | Eddy van IJzendoorn   | NED  |

### Jongens junioren
| №      | Naam                  | Land |
| ------ | --------------------- | ---- |
| Goud   | Julien Taramarcaz     | SUI  |
| Zilver | Ricardo van der Velde | NED  |
| Brons  | Christoph Pfingsten   | GER  |
| 4      | Yannick Martinez      | FRA  |
| 5      | Davide Malacarne      | ITA  |
| 6      | Lukas Kloucek         | CZE  |
| 7      | Guillaume Perrot      | FRA  |
| 8      | Tom Meeusen           | BEL  |
| 9      | Philipp Walsleben     | GER  |
| 10     | Ondrej Bambula        | CZE  |

## Medaillespiegel
| Plaats | Land        | Goud | Zilver | Brons | Totaal |
| 1      | Nederland   | 1    | 1      | 0     | 2      |
| 2      | Duitsland   | 1    | 0      | 1     | 2      |
| 3      | Zwitserland | 1    | 0      | 0     | 1      |
| 4      | Frankrijk   | 0    | 1      | 1     | 2      |
| 5      | België      | 0    | 1      | 0     | 1      |
| 6      | Tsjechië    | 0    | 0      | 1     | 1      |
| Totaal | Totaal      | 3    | 3      | 3     | 9      |

Kampioenschappen:  Wereldkampioenschappen · 
 Europese kampioenschappen · 
 Belgische kampioenschappen · 
 Nederlandse kampioenschappen
Klassementen:  Wereldbeker · 
 Superprestige · 
 GvA Trofee · 
 Budvar Cup · 
 Challenge national
2003 · 
2004 · 
2005 · 
2006 · 
2007 · 
2008 · 
2009 · 
2010 · 
2011 · 
2012 · 
2013 · 
2014 · 
2015 · 
2016 · 
2017 · 
2018 · 
2019 · 
2020 · 
2021 ·
2022 ·
2023 ·
2024 ·
2025 ·
2026